# Cuarteles
Cuarteles de Chacabuco, llamado simplemente «Kilómetro 11» en Comodoro, es un barrio comodorense del Departamento Escalante, en la Provincia del Chubut. Está localizado en la «Zona Norte» del municipio Comodoro Rivadavia, por su distancia es un componente recientemente aglomerado, y aunque hoy en día se lo trate solo un barrio de la ciudad petrolera del sur, su tratamiento es de localIdad según el INDEC,  respecto de otros barrios de la ciudad del Cerro Chenque por estar separado 11 km del centro del aglomerado urbano. 
En sus inmediaciones funcionaba la Estación km 11 del desaparecido ferrocarril de Comodoro Rivadavia.
El barrio alberga a gran parte de los militares que trabajan en el Regimiento De Infanteria Mecanizado 8 "Grl O'Higgins" asentado aquí.

## Población

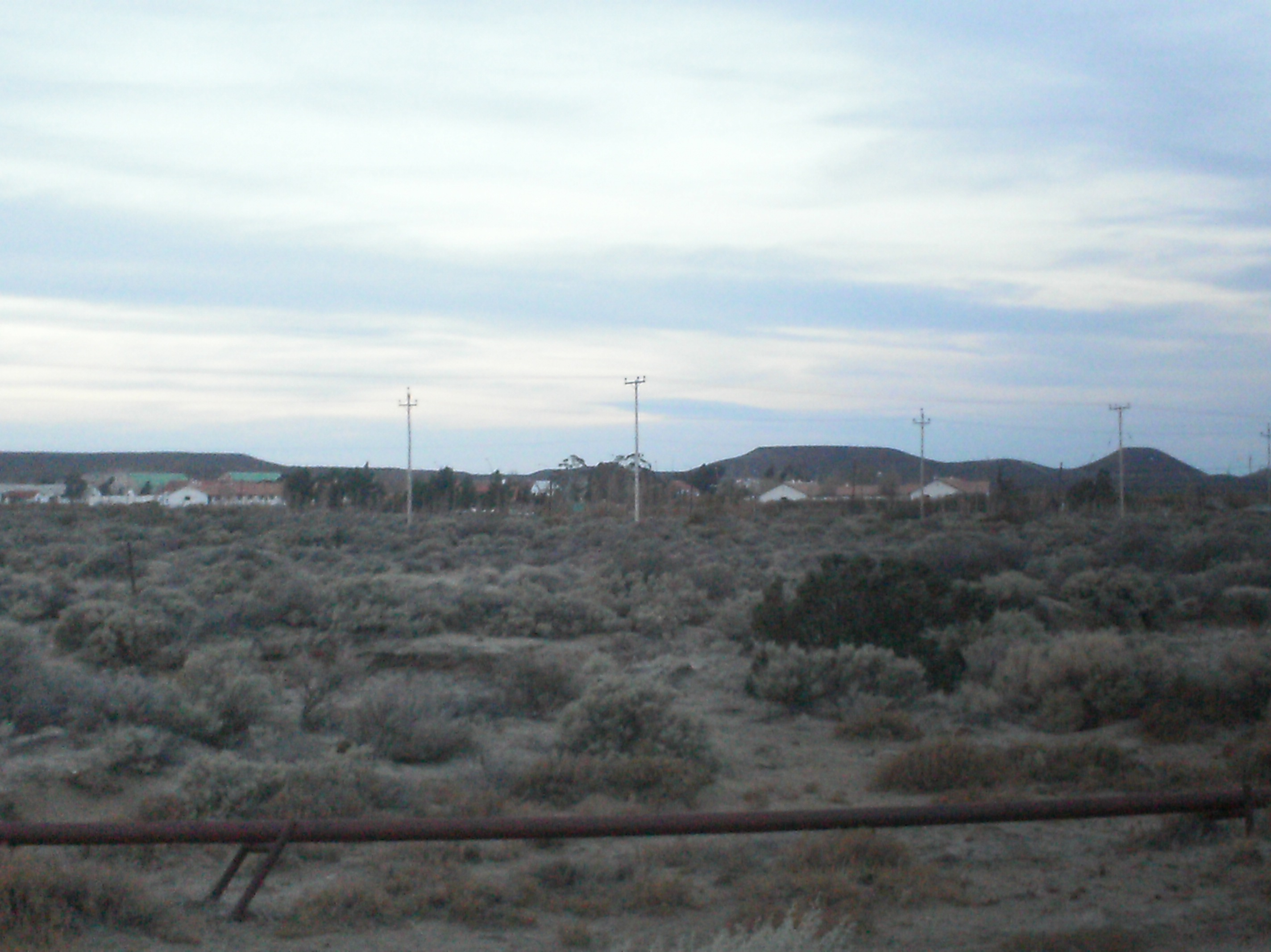
El barrio «km 11» desde el aeropuerto cercano, miren los edificios en forma de cuarteles de uso exclusivamente militar.

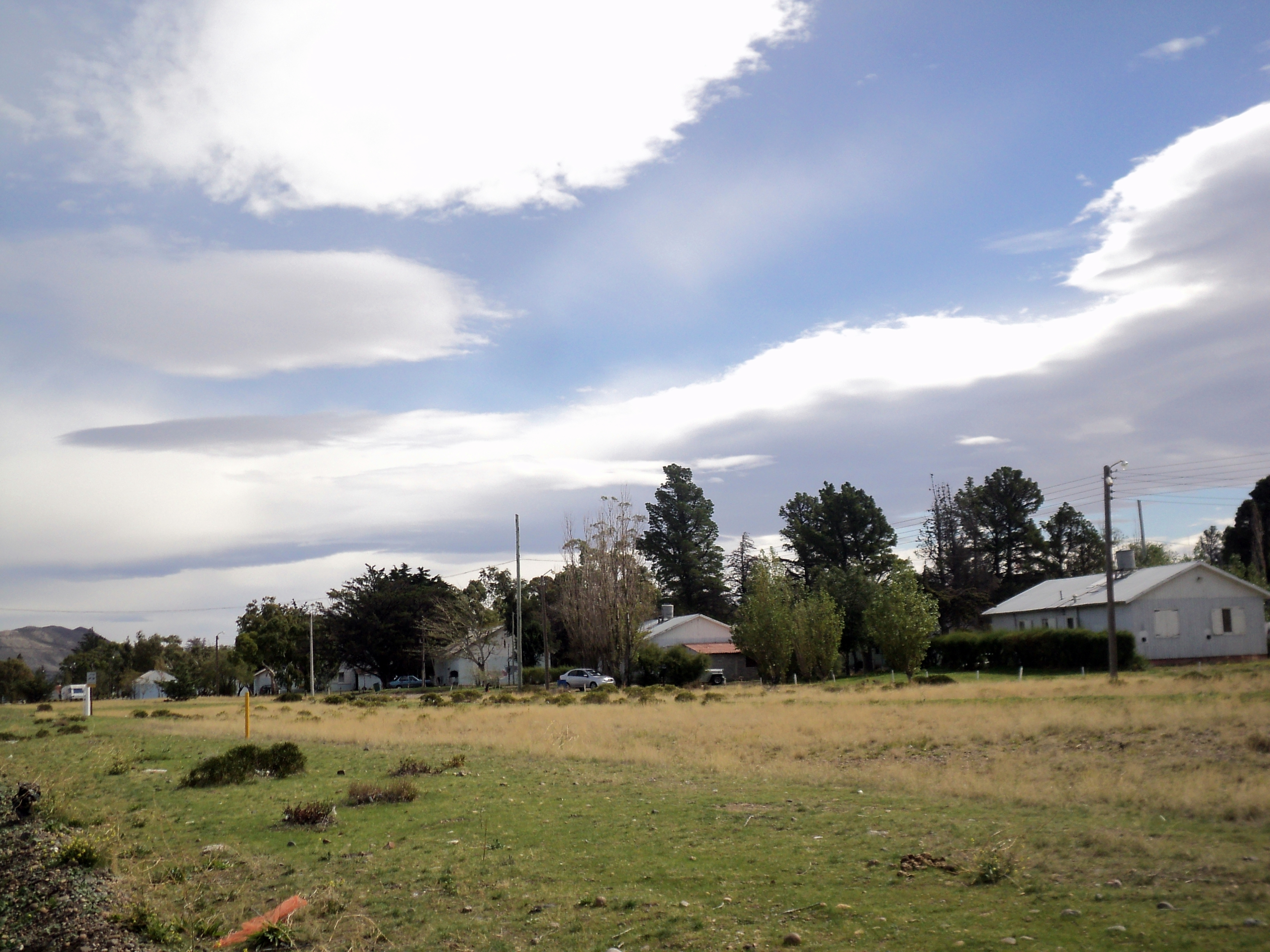
Vista de su urbanización

Contó con 531 habitantes (Indec, 2001), integra el aglomerado urbano Comodoro Rivadavia - Rada Tilly, siendo de uso militar-residencial. Además, se computaron 125 viviendascenso 2001.htm (enlace roto disponible en Internet Archive; véase el historial, la primera versión y la última)..
- Datos: Q5391630
- Multimedia: Cuarteles de Chacabuco / Q5391630